# Hiena tacada
La hiena tacada (Crocuta crocuta) és una espècie de mamífer carnívor de la família de les hienes (Hyaenidae), de la qual és l'espècie viva més forta i grossa.

## Taxonomia
Es creu que la hiena tacada s'ajusta al chaus descrit per Plini el Vell, el qual fou descrit més tard per Linnaeus com a part de la tribu dels gats. També es pensa que es correspon amb la Crocotta d'Estrabó, el qual creia que es tractava d'un híbrid de gos i llop. Representacions esculpides indiquen que l'espècie era una espècie rara pels antics egipcis, els quals la consideraven prou exòtica per incloure-la en la seva col·lecció d'animals ferotges i excloure-la dels seus animals sagrats. Alguns estudiosos interpreten la descripció errònia d'Aristòtil de la hiena tacada com un animal hermafrodita, com una confusió entre la hiena tacada i la hiena ratllada.

### Classificació
En la dotzena edició del Systema Naturae, Linné va col·locar les hienes dins del gènere Canis, entre els llops i les guineus. Brisson ja havia donat forma a una distinció de gènere sota el nom Hyæna. En la seva edició del Systema Naturæ de Linné, Johann Friedrich Gmelin donà a les espècies amb taques el nom binomial Canis crocuta, encara que Thomas Pennant les havia descrit prèviament sota el nom de Hyæna, i les havia col·locat dins la categoria de hienes tacades. Georges Cuvier va col·locar les Hyænas dins l'última subdivisió dels digitígrads, seguint els vivèrrids i precedint els fèlids. Cuvier estava convençut que hi havia almenys dues espècies diferents de hiena tacada, basant-se en diferències regionals del color del seu pelatge. No obstant això, els naturalistes posteriors no ho van acceptar, donat que, tot i que havien observat les diferències en el color del pelatge, no hi havia altres diferències que justifiquessin plenament classificar-les com a espècies diferents. John Edward Gray va traslladar la hiena tacada a la família dels Fèlids, situant-la en una categoria que incloïa altres hienes i el pròteles. M. Lesson va ordenar els hyænids dins la seva tercera secció de digitígrads, una secció formada per animals sense una dent petita darrere del molar inferior. La hiena tacada fou col·locada entre els pròteles i els gats, i anomenada Hyæna capensis.

### Noms locals
Diverses llengües africanes, com el dioula, el ful, el suahili, el malinké, el mossi, el ngambay i el wòlof, no tenen noms distintius per a les hienes, i fan servir el mateix nom per totes les espècies de hiena. En altres llengües, les altres espècies simplement són anomenades hiena tacada petita, com el suahili, en què la hiena tacada rep el nom de fisi i el pròteles s'anomena fisi ndogo.

## Morfologia

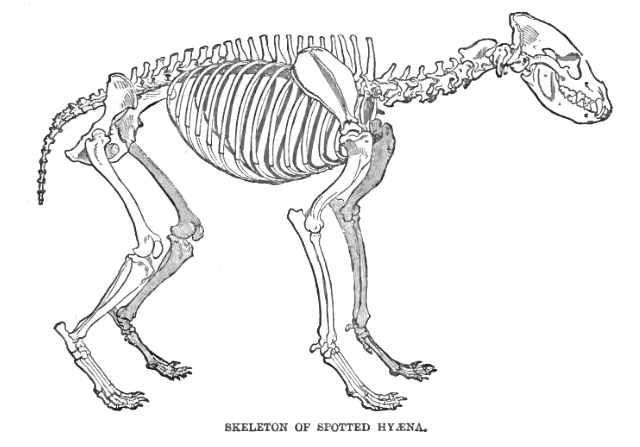
Esquelet

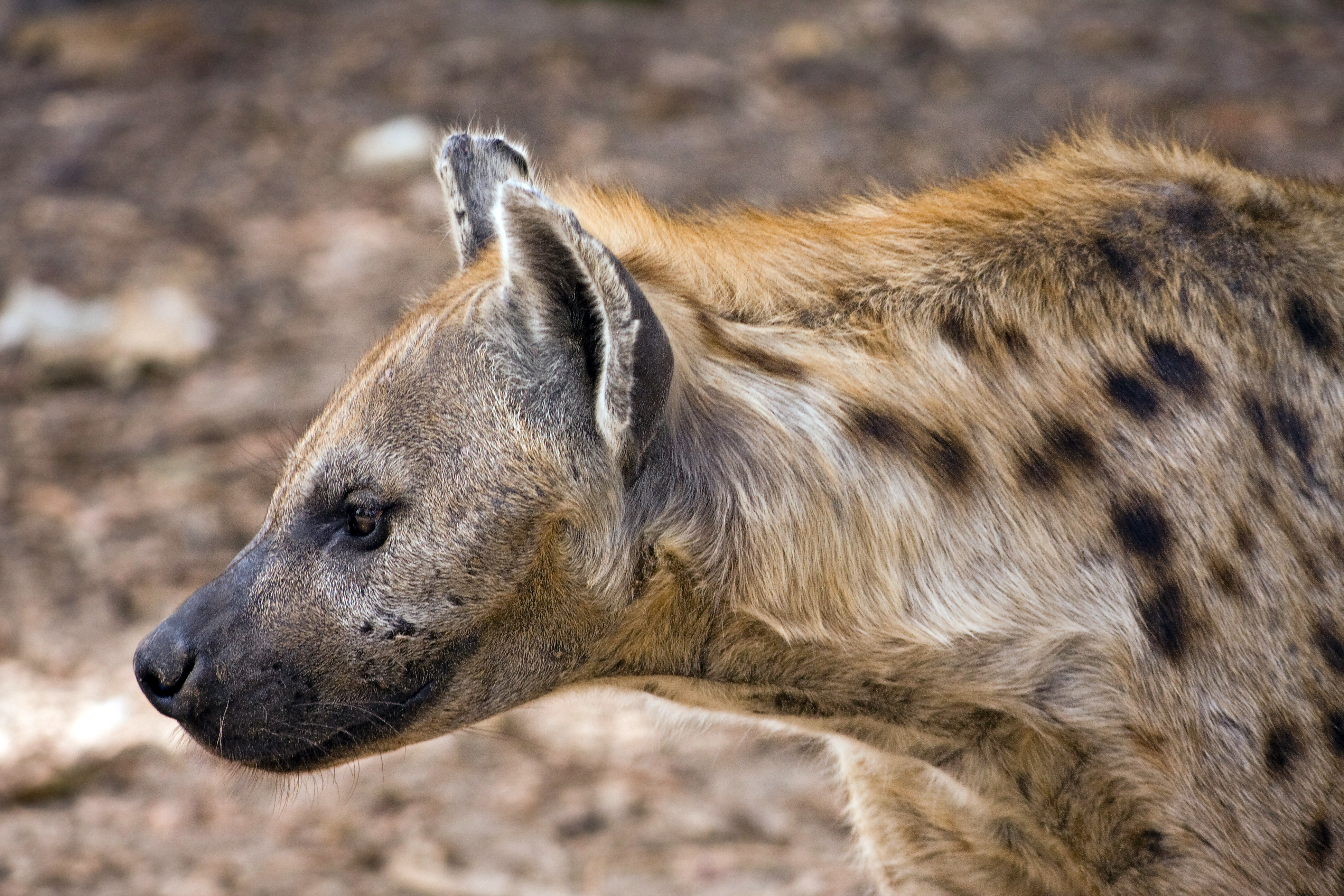
Cap i pit

El seu pèl és més curt que el de la hiena ratllada, i la seva crinera menys abundant. Té unes extremitats anteriors i un coll poderosos que rivalitzen amb els del lleopard, encara que les extremitats posteriors són comparativament petites. La gropa és arrodonida en lloc d'angular, la qual cosa evita que els atacants que les persegueixen pel darrere s'hi puguin adherir amb fermesa. Les femelles són considerablement més grans que els mascles i arriben a assolir fins a un 12% més de pes. Els adults tenen una longitud del cos que varia entre 95 i 165 centímetres, i tenen una alçada a les espatlles que varia entre 70 i 91 centímetres. Els mascles adults del Serengeti pesen entre 40,5 i 55 quilos, mentre que les femelles pesen entre 44,5 i 63,9 quilos. A Zàmbia tendeixen a ser més pesades: els mascles tenen un pes mitjà de 67,6 quilos i les femelles de 69,2. Macdonald (1992) va establir un pes màxim de 81,7 quilos, mentre que Kingdon (1977) el va establir en 86. Els cranis de les hienes a Zàmbia són, a més, un 7% més grans i més amples que els de les poblacions del Serengeti. S'ha estimat que el pes dels membres adults extints a les poblacions eurasiàtiques devia ser d'uns 102 quilos.
La seva dentadura té un propòsit més ampli que el d'altres espècies actuals de hiena, les quals són principalment carronyaires. Els tercers premolars, superior i inferior, són trituradors cònics, amb un tercer con per subjectar ossos que sobresurt del quart premolar inferior. Tenen dents carnisseres darrere els premolars trituradors, la posició dels quals permet a les hienes triturar els ossos amb les premolars sense esmussar les dents carnisseres, que són més grans que les d'altres mamífers carnívors. Tot i que tenen dents desproporcionadament grans per contrarestar el desgast, les hienes tacades de tres anys tenen les dents gastades com un lleó de sis anys. Aquestes dents, combinades amb uns grans músculs a la mandíbula, li proporcionen una mossegada tan poderosa que pot arribar a exercir una pressió de 800 kg/cm², cosa que representa un 40% més de la pressió que pot exercir la mossegada d'un lleopard. Un experiment dirigit per Savage (1955) va demostrar que les mandíbules de la hiena tacada tenen una capacitat més gran per triturar ossos que les de l'os bru. S'han observat hienes triturant i trencant ossos de girafa, els quals fan 7 centímetres de diàmetre. Encara que es podria pensar que tenen les mandíbules més poderoses entre els mamífers carnívors, s'ha provat que altres animals, com els diables de Tasmània, tenen mossegades encara més fortes.
Amb l'excepció de la mida, la hiena tacada presenta un petit dimorfisme sexual. Els genitals externs de la femella s'assemblen molt als dels mascles. El seu clítoris de 15 centímetres és similar en forma i posició al penis i és capaç de tenir una erecció. L'única diferència visible entre el penis d'un mascle i el clítoris d'una femella, és que el penis té la punta roma. Els llavis de la femella es fonen en un parell de sacs fibrosos semblants a un escrot. Per això, generalment, quan observen animals sexualment madurs, els naturalistes fan servir la presència de mugrons com a indicador del gènere. Les femelles tenen dos mugrons, encara que molt rarament en poden tenir quatre.
El color i les taques del pelatge varien amb l'edat i l'individu. El nombre de taques disminueix amb l'edat.
Encara que no es pot dir que hi hagi diferents subespècies existents, les hienes tacades mostren un grau de variació regional, especialment en la seva àrea de distribució del sud, on tendeixen a ser de color més fosc i marró, sobretot a l'esquena i les potes. A causa d'aquesta tonalitat més fosca, les taques de les hienes tacades del sud són menys definides i angulars que les de les seves cosines del Cap Occidental. A més, el pèl és més llarg en la variant sud-africana, en particular al voltant de les orelles. Els individus de l'antic cameroons, al districte Epukiro de l'antiga Àfrica occidental alemanya i al nord i l'oest de Togo, tenen cues proporcionalment més llargues que la mitjana.
La hiena tacada té una visió nocturna molt bona, la qual cosa els permet reconèixer-se mútuament en completa foscor, fins i tot si estan a favor del vent.
Com altres hienes, tenen dues glàndules odoríferes anals, que s'obren en el recte dins de l'obertura anal, encara que aquestes glàndules són menys sofisticades que les de les altres espècies de hiena.

## Distribució i hàbitat
Les poblacions més grans de hiena tacada es troben a l'ecosistema del Serengeti (entre 7.200 i 7.700 individus) a Tanzània, al Parc Nacional Kruger (entre 1.300 i 3.900) a Sud-àfrica, i a la reserva natural de Masai Mara (entre 500 i 1.000) a Kenya. Diversos centenars d'individus no estudiats viuen a les àrees de conservació zimbabuesos, a la reserva de caça de Selous, a Tanzània, i a la conca del riu Okavango, a Botswana.
La hiena tacada viu en molts tipus d'hàbitats secs i oberts, incloent-hi semideserts, sabanes, matollars d'acàcies i boscos de muntanya. L'espècie es torna cada vegada menys freqüent en hàbitats de boscos densos i és menys comuna que la hiena bruna i la hiena ratllada en ambients desèrtics. No habiten a la selva tropical de la costa oest o al centre d'Àfrica. A l'Àfrica Occidental, l'espècie prefereix les sabanes de Guinea i del Sudan. Se l'ha vist en alçades de fins a 4.000 metres a l'est d'Àfrica i a Etiòpia.

## Comportament
La hiena tacada dorm i pareix en caus, que normalment no cava ella mateixa. Sovint fan servir caus abandonats pel facoquer africà, la rata llebre sud-africana o el xacal. Un cau pot albergar diverses femelles i dotzenes de cadells al mateix temps. A diferència dels llops grisos, no és estrany que la hiena tacada doni cabuda als cadells de diferents ventrades en un mateix cau. De vegades viuen força prop del facoquer africà, compartint els caus i dormint a pocs metres l'un de l'altre. Poden dormir a l'aire lliure si el temps no és gaire càlid, però en cas contrari dormen prop de llacs, rierols o en fangars o matolls densos. A diferència de la majoria dels carnívors socials, les hienes tacades continuen mostrant alguns comportaments atàvics dels seus avantpassats solitaris, donat que encara van a cercar aliments per si soles, tot i que després tornen amb la seva comunitat.
La hiena tacada té unes glàndules anals odoríferes que produeixen una pasta blanca. Aquesta pasta queda dipositada en les tiges d'herba i produeix una olor de sabó de gran abast que fins i tot els éssers humans poden detectar. La pasta, l'enganxen en diverses ocasions, com quan caminen soles, al voltant d'una mata, quan hi ha lleons presents... L'enganxen els mascles i els cadells prop dels caus i, amb més freqüència, en els seus límits territorials. Sovint, després d'enganxar la pasta, graten el terra amb les seves potes davanteres, cosa que hi afegeix encara més aromes que provenen de les secrecions de les seves glàndules interdigitals.

### Comportament social
La hiena tacada és un animal més social que el llop, però els seus grups no estan tan estretament units com els del gos salvatge africà. Les associacions de hiena tacada són més complexes que les d'altres mamífers carnívors i s'han descrit com a molt similars a les dels primats de la subfamília Cercopithecinae en la grandària del grup, estructura, competició i cooperació. Com els primats, les hienes tacades utilitzen múltiples modalitats sensorials, reconeixen els seus congèneres individuals, són conscients que alguns companys de grup poden ser més fiables que d'altres, reconeixen grups familiars aliens i les relacions de rang entre clans propers, i fan un ús adaptatiu d'aquest coneixement en la presa de decisions socials. Tal com succeeix amb els primats Cercopithecinae, les posicions de dominància d'un individu dins les societats de hiena, són determinades per les seves xarxes internes d'aliats, en lloc de la seva mida o agressivitat. El nombre de membres d'un grup és molt variable. Un "clan" de hiena tacada pot incloure entre 5 i 90 membres, i és liderat per una única femella alfa, la qual es denomina matriarca. Els científics teoritzen que el domini de la hiena femella podria ser una adaptació al temps que costa als cadells desenvolupar els cranis i mandíbules grans, i a la competència alimentària intensa dins dels clans, coses que exigeixen més atenció i dominar els comportaments de les femelles. De vegades, el domini de la femella és explicat per la particularment elevada concentració d'andrògens produïda pels ovaris. No obstant això, els mascles adults tenen una concentració d'andrògens més elevada que la de les femelles. Aquest fet podria suggerir que les concentracions d'andrògens en els adults no es tenen en compte alhora d'establir els diferents rangs de dominància social.

### Caça
A diferència d'altres grans carnívors africans, les hienes tacades no tenen preferència per cap espècie i només el búfal, la girafa i la zebra són significativament evitades. Generalment, prefereixen preses amb un pes entre 56 i 182 quilos, amb una mitjana de 102. Quan caça preses de mida gran o mitjana, tendeix a seleccionar determinades categories d'animals. Sovint selecciona animals joves, així com animals vells, encara que els animals vells no són significatius quan es tracta de zebres, a causa del seu comportament agressiu davant dels predadors. Al contrari que els llops, quan cacen, les hienes tacades fan servir més la vista i l'olfacte, en lloc de seguir les petjades de les preses o viatjar en filera.
Les hienes tacades cacen generalment nyus de forma individual, o en petits grups de 2 o 3 membres. Capturen nyus adults generalment després de perseguir-los uns 5 quilòmetres a velocitats de fins a 60 km/h. Les persecucions són generalment iniciades per una única hiena i, amb l'excepció de mares amb vedells, hi ha poca resistència activa per part del ramat de nyus. De vegades els nyus tracten d'escapar de les hienes entrant a l'aigua, encara que en aquests casos les hienes els capturen gairebé sempre.
Les zebres requereixen diferents mètodes de cacera que els utilitzats per caçar nyus, a causa del seu hàbit de córrer en grups compactes i a la defensa agressiva que en fan els sementals. Sembla que les hienes planifiquen per endavant les caceres de zebres, donat que tendeixen a recrear-se en activitats com el marcatge de l'aroma abans de començar la cacera, un comportament que no es produeix quan seleccionen preses d'altres espècies. Els grups típics de cacera de zebres estan formats per entre 10 i 25 hienes. Durant una persecució, les zebres es desplacen generalment en ramats compactes, amb les hienes perseguint-les al darrere en una formació en mitja lluna. Les persecucions solen ser relativament lentes, amb una velocitat mitjana entre 15 i 30 km/h. Un semental tracta de situar-se entre les hienes i el ramat, encara que si una zebra queda enrere la formació de protecció s'estableix immediatament, generalment després d'una persecució de 3 quilòmetres. Tot i que les hienes poden assetjar el semental, generalment es concentren únicament en el ramat i a intentar esquivar els atacs del semental. A diferència dels sementals, les eugues només reaccionen agressivament contra les hienes quan les seves cries estan amenaçades. Les zebres rarament entren a l'aigua per escapar de les hienes, com solen fer els nyus. Una vegada la presa és capturada, les hienes la maten menjant-se-la viva.
La hiena tacada augmenta la seva taxa de morts durant les temporades en les quals les seves preses donen a llum, o quan es troben sovint desplaçades de les seves preses per altres predadors.

### Relacions interespecífiques amb altres predadors
A les zones on la hiena tacada i el lleó són simpàtrics, les dues espècies ocupen el mateix nínxol ecològic i, per tant, es troben en competència directa l'una amb l'altra. En alguns casos, el grau d'encavalcament de la dieta d'ambdues espècies pot arribar a ser de fins al 68,8%. Generalment, els lleons ignoren les hienes, llevat que es trobin de cacera o assetjats per elles. Al mateix temps, les hienes tacades tendeixen a reaccionar visiblement en presència de lleons, hi hagi aliment o no. Els lleons s'apropien fàcilment de les preses de les hienes. Al cràter de Ngorongoro, és comú que els lleons subsisteixin en gran manera de les preses robades a les hienes, la qual cosa provoca que les hienes augmentin el seu índex de morts. Els lleons s'afanyen a seguir els crits de les hienes alimentant-se, un fet que va provar el Dr. Hans Kruuk, el qual trobà que els lleons s'apropaven repetidament a ell quan reproduïa una cinta amb sons de hienes alimentant-se. Quan s'han d'enfrontar amb lleons per una presa, les hienes marxen o esperen pacientment a una distància entre 30 i 100 metres fins que els lleons han acabat de menjar. En alguns casos, les hienes són prou valentes per a alimentar-se al costat dels lleons, i de vegades fins i tot poden forçar-los a deixar una presa. Les hienes tacades generalment prevalen contra grups de lleones sense mascles si les superen en un nombre de 4 a 1. Ambdues espècies poden actuar agressivament contra l'altra fins i tot quan no hi ha aliment involucrat. Els lleons poden atacar i ferir les hienes sense cap raó aparent: un mascle de lleó fou filmat matant en diferents ocasions dues hienes matriarques sense menjar-se-les. La depredació d'un lleó pot representar fins a un 71% de les morts de hiena a Etosha. Les hienes tacades s'han adaptat a la pressió dels lleons que sovint entren als seus territoris. A vegades, grups de lleons i de hienes tacades poden participar en enfrontaments totals, com en un cas que es produí a principis d'abril de 1999 a Etiòpia, en el qual 6 lleons i 35 hienes moriren en un període de dues setmanes. Experiments sobre hienes tacades captives van desvelar que els espècimens sense experiència prèvia amb lleons actuaven amb indiferència quan els veien, però reaccionaven amb por a la seva olor.
Tot i que els guepards i els lleopards cacen animals més petits que els que caça la hiena tacada, aquesta els roba les preses quan se li presenta l'oportunitat. Els guepards són generalment intimidats amb facilitat per les hienes i els ofereixen poca resistència, mentre que els lleopards, particularment els mascles, poden enfrontar-s'hi. Hi ha registres d'alguns lleopards mascles capturant hienes.
Les hienes tacades segueixen els grups de gos salvatge africà per tal d'apropiar-se de les seves preses. Solen inspeccionar les àrees on els gossos salvatges han descansat i es mengen els excrements que hi troben. Quan s'apropen en solitari a gossos salvatges amb una presa, ho fan amb cautela i tracten d'emportar-se un tros de carn discretament, encara que poden ser assetjades pels gossos en l'intent. Quan operen en grups, tenen més èxit a robar les seves preses, encara que la tendència més gran dels gossos per ajudar-se els uns als altres els posa en avantatge enfront de les hienes tacades, les quals poques vegades treballen a l'uníson. Els casos de gossos prenent les preses de les hienes tacades són rars. Malgrat que els grups de gossos salvatges poden rebutjar fàcilment les hienes solitàries, en general, la relació entre les dues espècies té com a resultat un benefici unilateral per a les hienes.
La hiena tacada domina sobre altres espècies de hiena allà on els seus territoris s'encavalquen. La hiena bruna comparteix hàbitat amb la hiena tacada al Kalahari, on l'espècie bruna és més nombrosa que la tacada. Les dues espècies solen trobar-se als cadàvers, dels quals se sol apropiar l'espècie tacada, que és més gran. De vegades, la hiena bruna es manté al seu territori i cria els seus cadells mentre emet grunyits. Aquest fet, generalment, sembla que té l'efecte de confondre la hiena tacada, la qual actua desconcertada, però ocasionalment ataca i fereix els seus cosins més petits. Al Serengeti s'han registrat interaccions similars entre la hiena tacada i la hiena ratllada.
Els xacals s'alimenten al costat de les hienes, encara que són perseguits si s'hi apropen massa. De vegades les hienes tacades segueixen els xacals durant la temporada de cria de la gasela, donat que els xacals són efectius seguint i capturant animals joves. En general, els dos animals s'ignoren mútuament quan no hi ha menjar o preses joves en joc.
La hiena tacada manté generalment una distància de seguretat respecte al cocodril del Nil. Encara que poden entrar fàcilment a l'aigua per capturar preses, eviten les aigües infestades de cocodrils.
Les actualment extintes poblacions de hiena tacada que vivien a Itàlia van compartir la seva àrea de distribució amb el llop, però se les van arreglar per evitar-hi la competència habitant les terres baixes, en lloc dels vessants ocupats pels llops. A més, les hienes s'alimentaven principalment de cavalls, mentre que els llops preferien els íbexs i els cabirols. No obstant això, llops i hienes tacades sembla que van mostrar abundants relacions negatives amb el temps, ja que les poblacions de llops van anar-se expandint a les regions d'on les hienes han desaparegut.

## Dieta
La hiena tacada està millor adaptada per menjar carronya que altres predadors africans; no només són capaces de fer estelles i menjar-se els ossos dels grans ungulats, també són capaces de digerir-los per complet. Poden digerir qualsevol compost orgànic dels ossos, no només la medul·la. Qualsevol compost inorgànic és eliminat amb els excrements, els quals estan formats gairebé exclusivament per una pols blanca amb uns pocs pèls.
Reaccionen més fàcilment a l'aterratge dels voltors que altres carnívors africans, i són més propensos a romandre en les proximitats de les preses dels lleons o dels assentaments humans.
El nyu és la seva presa d'ungulat de mida mitjana més comuna tant a Ngorongoro com al Serengeti, amb la zebra i la gasela de Thomson seguides de prop. Rarament ataquen el búfal africà a causa de la diferència de preferències en l'hàbitat, encara que s'han enregistrat atacs ocasionals a búfals adults. També s'han vist hienes tacades capturant peixos, testudínids, humans, rinoceronts negres, cries d'hipopòtam, elefants africans joves, pangolins, pitons, i un gran nombre de diferents espècies d'ungulats.
Els registres fòssils indiquen que les hienes tacades eurasiàtiques, en l'àrea que correspon actualment a la República Txeca, tenien com a presa principal el cavall de Przewalski. També formaven part de les seves preses el rinoceront llanut, el ren, el bisó estepari, el Megaloceros giganteus, l'isards i l'íbex. A Itàlia, les seves preses eren el cérvol comú, l'ur, el cavall, el cabirol, la daina, el senglar i l'íbex. També es creu que són responsables de la desarticulació i destrucció d'alguns esquelets d'Ós de les cavernes. Els seus grans esquelets devien ser una bona font d'aliment per les hienes, especialment al final de l'hivern, quan l'aliment era escàs. No obstant això, van tenir menys èxit que el lleó de les cavernes a l'hora d'entrar als caus de l'ós de les cavernes, a causa de les seves habilitats escaladores inferiors.
Una hiena tacada ingereix com a mínim una quinzena de quilograms de carn per àpat. Encara que la hiena tacada pot actuar agressivament quan s'alimenta, competeix principalment amb els altres a través de la velocitat en menjar, en lloc de lluitar com fan els lleons. Quan s'alimenta de cadàvers intactes, comença consumint primer la carn del llom i la regió anal. A continuació obre la cavitat abdominal i n'extreu els òrgans tous. Un cop l'estómac (les parets i el contingut) és consumit, es menja els pulmons i els muscles abdominals i de les potes. Quan s'ha menjat els muscles, el cadàver és esquarterat i les hienes s'emporten peces per menjar-se-les en pau. La hiena tacada és experta a menjar-se les seves preses a l'aigua; se n'han observat enfonsant-se sota l'aigua per mossegar els cadàvers flotants, per després sortir a empassar-s'ho. Una única hiena pot trigar menys de dos minuts a menjar-se una gasela jove, mentre que un grup de 35 hienes pot consumir completament una zebra adulta en 36 minuts. La hiena tacada no necessita gaire aigua, i generalment només passa uns 30 segons bevent.

## Reproducció

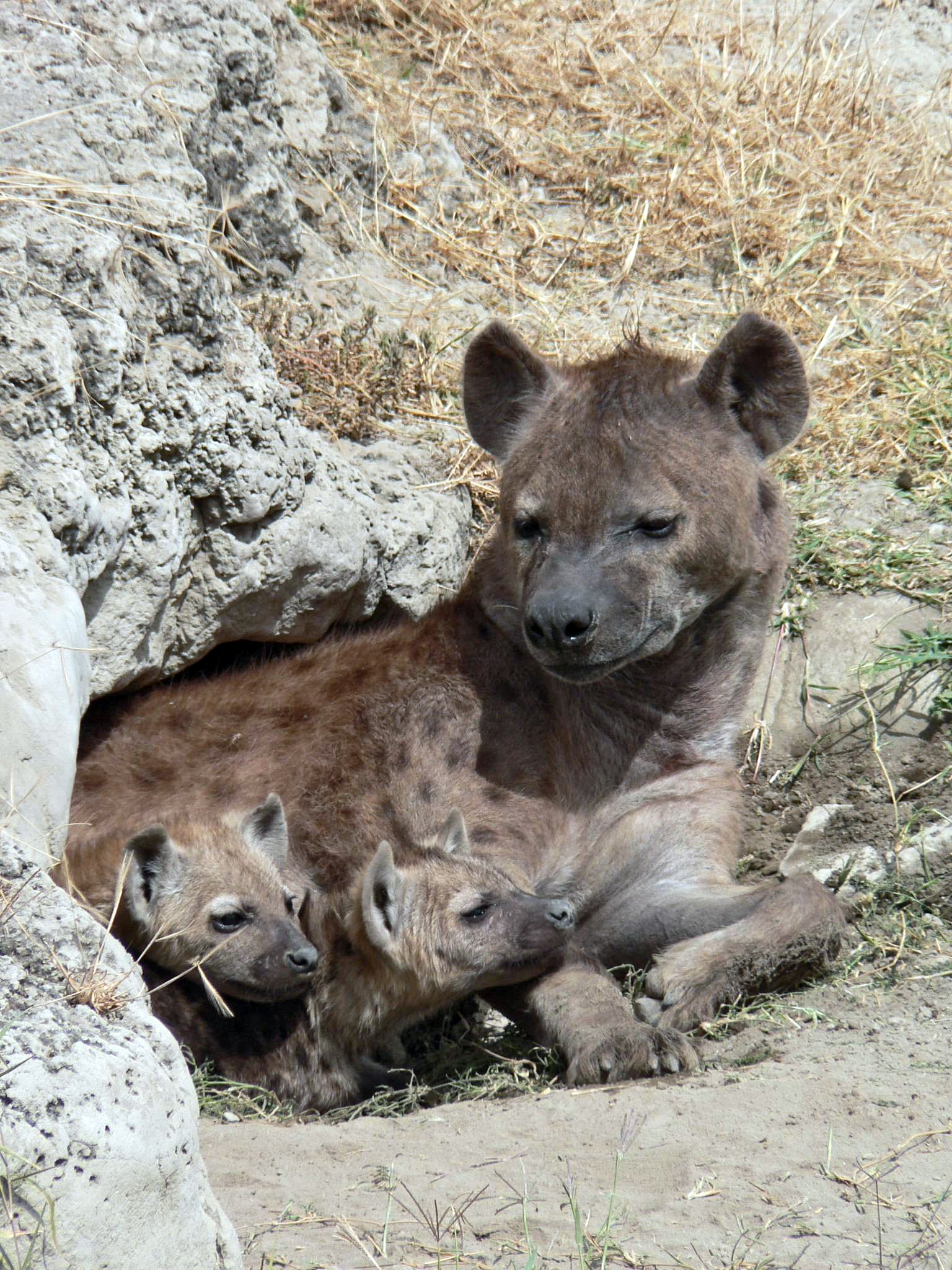
Mare de hiena tacada amb dues cries al cràter de Ngorongoro, a Tanzània

Les hienes tacades no són reproductors estacionals i es poden reproduir en qualsevol moment de l'any, encara que ho fan més sovint durant l'estació humida. Les femelles són polièstriques, amb un cicle estral que té una durada de dues setmanes. La ventrada sol estar formada per dues cries, encara que ocasionalment s'han registrat casos de tres cries. El seu aparellament és relativament breu i, generalment, té lloc de nit sense la presència d'altres hienes.
Els mascles mostren un comportament submís quan s'apropen a les femelles en zel, fins i tot si el mascle és més gran que la seva companya. A diferència dels cànids, les hienes no es queden enganxades després de copular. Les femelles solen afavorir els mascles joves nascuts en el grup o que s'hi han unit després d'haver nascut. Les femelles velles mostren una preferència similar, amb l'afegit de preferir mascles amb els quals han tingut relacions prèvies amistoses i llargues. Els mascles passius tendeixen a tenir més èxit en festejar les femelles que els agressius. Els mascles no prenen part en la cria dels cadells.
La durada del període de gestació tendeix a variar enormement, encara que la mitjana és de 110 dies. A les últimes etapes de la gestació, les femelles dominants proporcionen nivells d'andrògens més elevats a les seves cries en desenvolupament que les mares de menor rang. Es creu que els nivells més elevats d'andrògens, resultat d'altes concentracions d'androstenediona a l'ovari, són els responsables de l'extrema masculinització del comportament femení i de la seva morfologia. Això té l'efecte de fer que els cadells de femelles dominants siguin més agressius i sexualment actius que els de les femelles de menor rang i que intentin muntar més aviat les femelles que els de menor rang.
El naixement és complicat, donat que les femelles pareixen a través del seu clítoris estret. A més, els cadells de hiena tacada són els carnívors que neixen més grans en relació al pes de la mare. En captivitat, moltes cries de mares primerenques neixen mortes, donada la llarga activitat que suposa el part i, a la natura, s'ha estimat que el 10% de les mares primerenques moren durant el part.
Les cries neixen amb un pèl suau i de color negre tirant a marró i amb un pes mitjà d'1,5 quilograms. Úniques entre els mamífers carnívors, les hienes tacades neixen amb els ulls oberts i uns canins de 6 a 7 mil·límetres i uns incisius de 4 mil·límetres. Les cries s'ataquen les unes a les altres des del moment en què neixen. Aquesta particularitat es produeix aparentment en ventrades del mateix sexe i pot donar lloc a la mort del cadell més feble. Aquest fraternicidi neonatal pot arribar a representar el 25% dels factors de mortalitat de la hiena tacada.
La jerarquia de la hiena tacada és nepotística, donat que les cries de femelles dominants superen automàticament en rang les femelles adultes subordinades a la seva mare, encara que poden perdre els seus privilegis si la mare mor. Les femelles són molt protectores amb les seves cries i no toleren que altres adults, particularment mascles, s'hi apropin. La hiena tacada mostra comportaments d'adult ben aviat: s'han observat cadells ensumar-se ritualment l'un a l'altre i marcar el seu espai vital abans del mes d'edat. Al cap de deu dies del naixement, ja són capaços de moure's a una velocitat considerable. Els cadells comencen a perdre el pelatge negre i a desenvolupar el pelatge clar i amb taques dels adults als dos o tres mesos, a exhibir comportaments de cacera a vuit mesos i a participar completament en els grups de caça després del primer any.
Les femelles lactants poden portar 3 o 4 quilos de llet a les seves mamelles. La seva llet és molt rica, ja que té el contingut proteic (14,9%) més elevat de tots els carnívors terrestres. El contingut de greixos (14,1%) és el segon més elevat després del de l'os polar; per tant, a diferència dels lleons i els gossos salvatges, poden tenir sense alimentar als cadells durant una setmana. Els cadells són alletats per la seva mare fins als 12 o 16 mesos, encara que a tres mesos ja poden processar aliment sòlid.
La hiena tacada assoleix la maduresa sexual a l'edat de 3 anys. L'esperança mitjana de vida als parcs zoològics és de dotze anys, amb un màxim de vint-i-cinc anys.

## Evolució

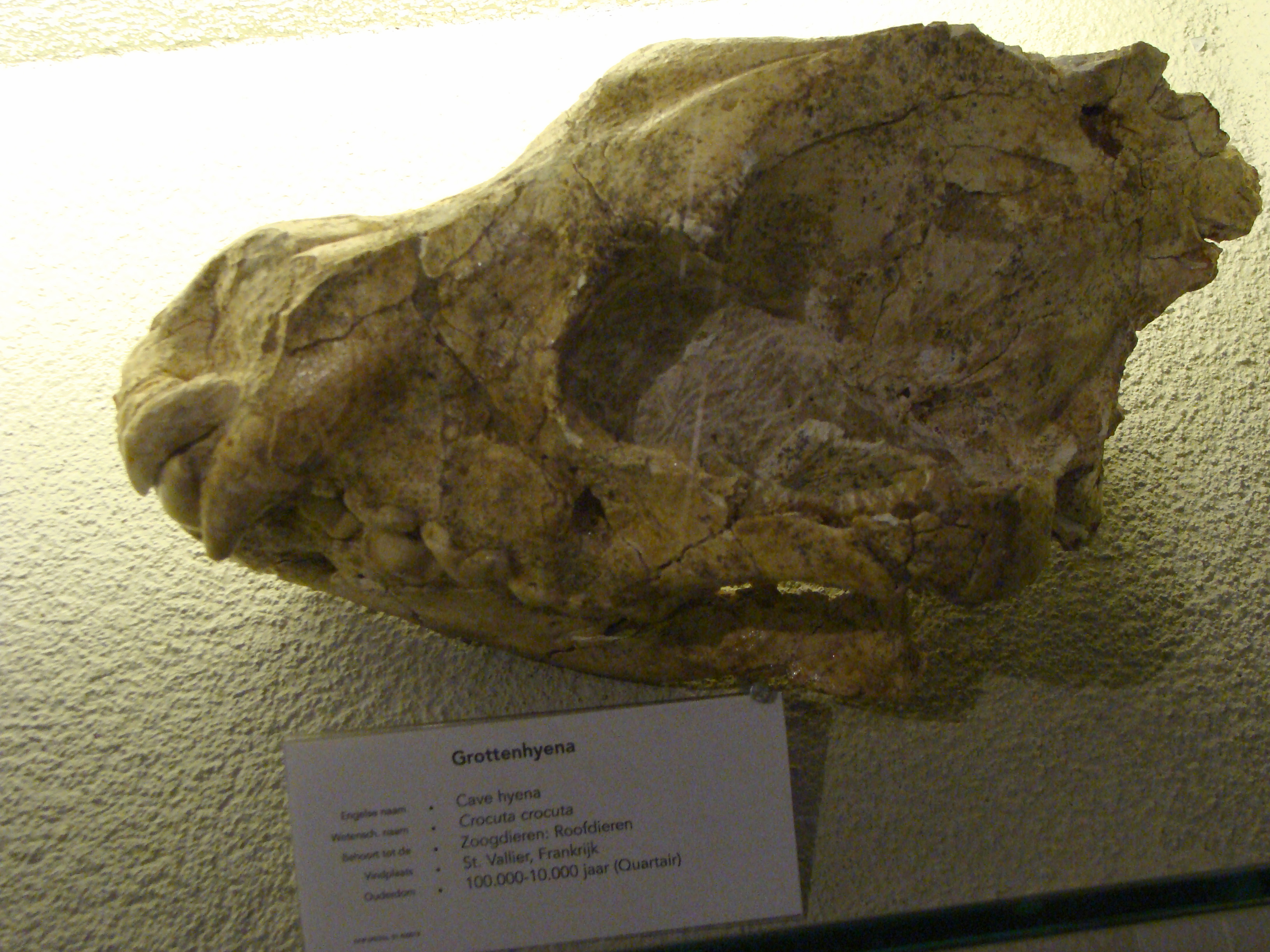
Crani de hiena de les cavernes

Es creu que els avantpassats de la hiena tacada se separaren de les altres hienes (hiena ratllada i hiena bruna) durant el Pliocè, fa entre 5.332 i 1.806 milions d'anys. Els ancestres de la hiena tacada probablement van desenvolupar comportaments socials en resposta a la creixent pressió dels seus rivals pels cadàvers, cosa que els va obligar a operar en grup. Les hienes tacades van desenvolupar dents carnisseres esmolades darrere de les seves premolars; per tant no els calia esperar la mort de la seva presa, com és el cas de la hiena bruna i la hiena ratllada i, doncs, es van convertir en grups de caçadors, així com de carronyaires. Van començar a ocupar territoris cada vegada més grans, necessaris pel fet que les seves preses sovint eren migratòries i perquè les llargues persecucions en un territori petit hauria comportat envair el territori d'un altre clan. L'evolució del comportament social de les hienes probablement va influir en els ancestres de lleó a formar les primeres manades, amb la finalitat de defensar millor les seves preses.
Segons el registre fòssil, les espècies evolucionaren, en primer lloc, al subcontinent indi. La hiena tacada va colonitzar l'Orient Pròxim, Àfrica i les planes de l'edat de Gel des de l'Europa Atlàntica fins a la Xina, on va aparèixer una subespècie més grossa anomenada hiena de les cavernes (Crocuta crocuta spelaea), desenvolupada com una resposta al clima fred. Els naturalistes i paleontòlegs suposaren inicialment que la hiena de les cavernes era una espècie diferent de la hiena tacada, a causa de les grans diferències en les extremitats anteriors i posteriors. Björn Kurtén fou el primer a qüestionar-ho: “[…] hi ha proves que aquesta població europea tingué continuïtat amb els seus representants típics del sud de les subespècies anomenades”. Això fou corroborat l'any 2004 per mitjà d'una anàlisi genètica, en la qual no es van mostrar diferències entre l'ADN de les dues poblacions.
Amb el declivi de les praderies, fa 12.500 anys, Europa va experimentar una pèrdua massiva dels hàbitats de terres baixes, que afavorien les hienes de les cavernes, i un augment corresponent de boscos mixtos. En aquestes circumstàncies, les hienes de les cavernes es trobaren en competència amb els llops i els humans, els quals es trobaven més a gust en els boscos i a les terres altes que en terrenys oberts i en terres baixes. Les poblacions de hiena de les cavernes van començar a disminuir després de fa aproximadament vint mil anys i van desaparèixer completament a l'Europa Occidental entre fa 14.000 i 11.000 anys i fins abans en algunes zones. La hiena tacada va desaparèixer de l'Orient Mitjà a principis de l‘Holocè, fa uns vuit mil anys, on fou substituïda per la hiena ratllada. Des de llavors, el seu rang de distribució s'ha limitat a l'Àfrica Subsahariana.

## Intel·ligència
En comparació amb altres hienes, la hiena tacada mostra una major quantitat relativa del lòbul frontal dedicada exclusivament al control de funcions motrius. Els estudis suggereixen fortament una evolució convergent de la intel·ligència de la hiena tacada i dels primats.
Un estudi d'antropòlegs evolucionistes ha demostrat que les hienes tacades superen els ximpanzés en les proves de cooperació per resoldre problemes: parelles en captivitat de hienes tacades, posades a prova perquè tibessin de dues cordes a l'uníson per guanyar un premi de menjar, van cooperar amb èxit i van aprendre ràpidament les maniobres sense haver tingut cap formació prèvia. Fins i tot, les hienes experimentades van ajudar membres del grup sense experiència a resoldre el problema. Per contra, els ximpanzés i altres primats, sovint necessiten un tractament intensiu i la cooperació entre individus no sempre els és tan senzilla.

## Comunicació

### Llenguatge corporal

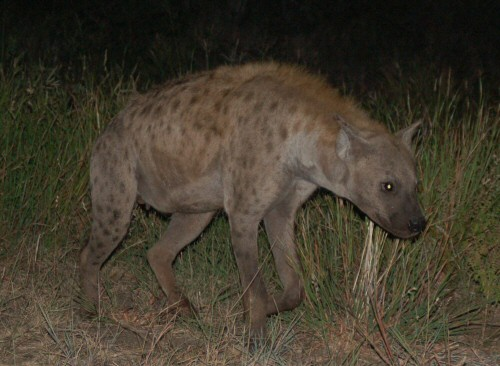
Un hiena tacada en actitud d'aproximació, amb una tendència elevada a fugir

La hiena tacada té un conjunt complex de postures per comunicar-se. Quan tenen por, les orelles estan doblegades en forma plana, actitud que sovint es combina amb mostrar les dents i aplanar la crinera. Quan és atacada per altres hienes o per gossos salvatges, abaixa els seus quarts posteriors. Abans i durant un atac ferm i enèrgic, el cap es manté alt amb les orelles aixecades, la boca tancada, la crinera dreta i els quarts posteriors alts. La cua generalment penja cap avall quan està relaxada, encara que pot canviar de posició segons la situació. La cua es corba per sota el ventre, quan mostra una evident tendència a fugir d'un atacant. Durant un atac o quan està excitada, la cua es col·loca cap endavant a l'esquena. Una cua erecta no sempre indica una trobada hostil, ja que també s'ha observat que es produeix quan hi ha una interacció social inofensiva. Encara que generalment no mouen la cua, l'agiten quan s'apropen als animals dominants o quan tenen una lleugera tendència a fugir. En acostar-se a un animal dominant, les hienes tacades subordinades caminen sobre els genolls de les seves potes davanteres en senyal de submissió.

### Vocalitzacions
Les hienes tacades són animals molt vocàlics i produeixen un bon nombre de crits diferents. Generalment, els crits de tons alts volen dir por o submissió, mentre que els crits de tons baixos solen indicar una tendència a atacar.
El crit fort és un so característic de la nit africana audible des d'una distància de més de 5 quilòmetres. És un crit de guerra, que varia de freqüència i to en funció de la urgència de la situació. Les hienes tacades també emeten crits per mostrar-se com a individus i el ritme i l'estil són un indicador de l'estatus social. A causa d'això, les hienes tacades criden per separat i no pas en cor com fan els grups de llops per mostrar la seva força col·lectiva. Encara que els mascles tendeixen a cridar més que les femelles de rang similar, les femelles dominants es dediquen llargament als combats de crits. Les rialletes i els grunyits tendeixen a ser emesos en situacions de gran excitació i potser indiquen una tendència a fugir de conflictes o a romandre-hi. Les rialles, crits i grunyits que acompanyen l'alimentació en massa tendeixen a ser dirigits als individus amb qui competeixen per un cadàver i tenen l'efecte secundari perjudicial d'atreure lleons i altres hienes tacades. El to d'un crit indica l'edat de la hiena, mentre que les variacions en la freqüència de les notes utilitzades quan emet sons proporcionen informació sobre l'estatus social de l'animal. Les femelles emeten grunyits suaus quan criden les seves cries. Quan són atacades, les hienes tacades emeten grunyits forts i gemecs.

## Relacions amb humans

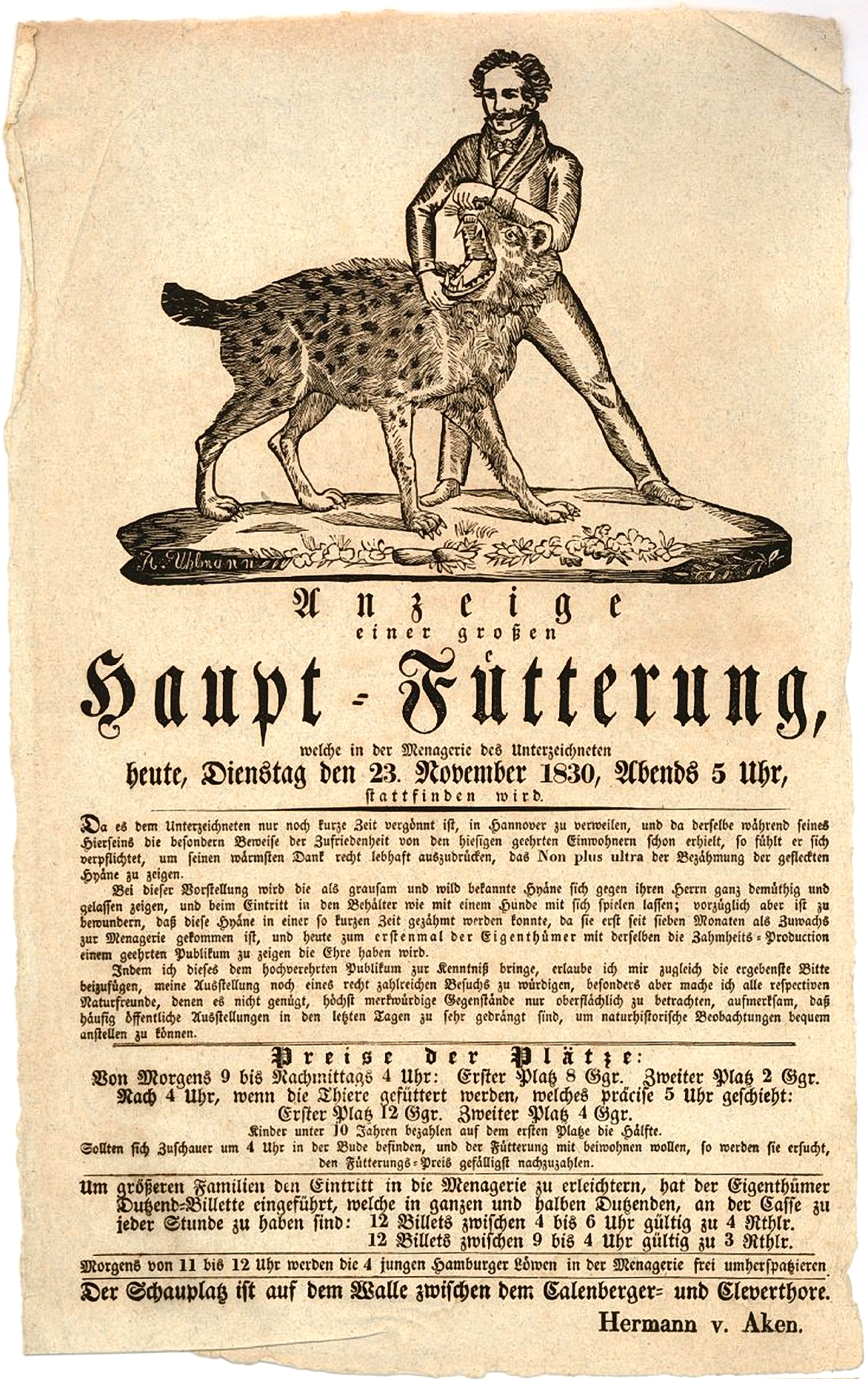
Fulletó anunciant l'aliment principal de la casa de feres de Hermann von Aken a Hannover el 23 de novembre de 1830, amb un dibuix d'un home obrint les mandíbules d'una hiena tacada

### Interaccions durant la prehistòria

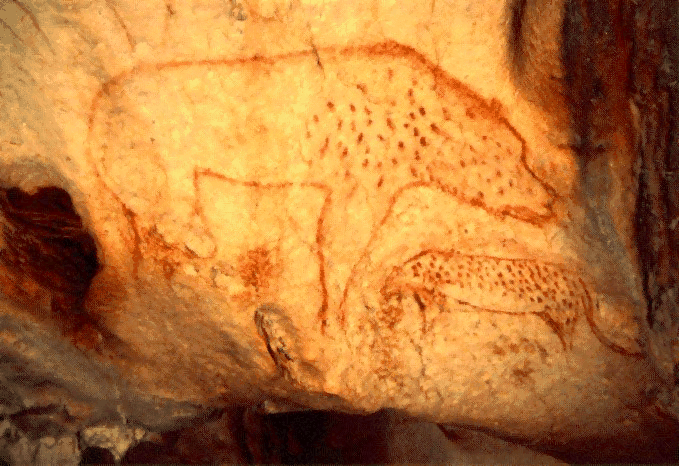
Pintura d'una hiena tacada de 20.000 anys d'antiguitat, trobada en una cova a França per Jacques Toubon el 1994.

Preses parcialment processades per l'home de Neandertal i posteriorment per hienes de les cavernes indiquen que les hienes podrien prendre ocasionalment les captures de l'home de Neandertal i que ambdós competien per les coves. Moltes coves mostren ocupacions alternants de hienes i neandertals. El descobriment d'una cova al massís de l'Altai, en la qual es trobaren proves que havia estat habitada per hienes tacades durant uns quaranta mil anys, va conduir a l'especulació que la presència de hienes tacades podria haver evitat que els humans travessessin Beríngia cap a Amèrica, la qual cosa explicaria per què els humans van colonitzar el Nou Món molt més tard que es formés el pont de terra que unia Euràsia amb Amèrica. Aquest escenari es va plantejar a causa de l'existència d'un gran nombre de restes fòssils humanes, datades entre fa 50.000 i 60.000 anys per sota de la latitud de Mongòlia, i comparativament poques restes de data anterior a fa dotze mil anys més al nord, on vivien les hienes. El descobriment d'un crani de gos de catorze mil anys d'antiguitat condueix a la teoria que la domesticació de gossos podria haver estat un factor que ajudés a creuar entre ambdós continents, donat que els gossos podrien haver estat valuosos sentinelles contra les incursions de hienes en campaments humans.

### Impactes sobre la cultura i el pensament humans
Les representacions folklòriques i mitològiques de les hienes tacades varien segons el grup ètnic en el qual s'originen. Sovint és difícil saber si les hienes representades en aquestes històries pertanyen específicament a espècies de hiena tacada, en particular a l'Àfrica Occidental, on tant les hienes tacades com les hienes ratllades sovint reben el mateix nom.
Als contes de l'oest d'Àfrica, les hienes tacades de vegades són representades com musulmans dolents, que qüestionen l'animisme local com el que hi ha entre els Beng a la Costa d'Ivori. A l'Àfrica oriental, la mitologia Tabwa retrata la hiena tacada com un animal solar que portà per primer cop el sol per escalfar la freda terra, mentre que el folklore d'Àfrica Occidental, en general, mostra la hiena com a símbol de la immoralitat, dels hàbits bruts, de la perversió de les activitats normals i altres trets negatius. A Tanzània, hi ha la creença que les bruixes fan ús de les hienes tacades com a muntures. A la regió de Mtwara de Tanzània, es creu que els infants que neixen de nit mentre les hienes criden probablement esdevindran lladres. A la mateixa zona, es creu que els excrements de hiena permeten als nens començar a caminar abans; per això no és infreqüent veure els nens amb fems de hiena embolicats a la roba. Els Kaguru de Tanzània i els Kujamaat del sud del Senegal creuen que les hienes són éssers hermafrodites cobdiciosos i no comestibles. Una tribu mítica africana anomenada Bouda té la fama de tenir membres capaços de transformar-se en hiena. Un mite similar té lloc a Mansoa. Aquests homes hiena són excutats quan se'ls descobreix, però un cop morts no recuperen la seva forma humana.
Les hienes tacades ocupen un lloc destacat en els rituals d'algunes tribus africanes. En el culte Gelede del poble Yoruba de Benín i del sud-oest de Nigèria, s'utilitza una màscara de hiena tacada a la matinada, per assenyalar la fi de la cerimònia èfè. Donat que la hiena tacada generalment acaba amb els aliments d'altres carnívors, s'associa l'animal amb la conclusió de totes les coses. A Mali, en el culte Korè de la cultura bamana, la creença que les hienes tacades són hermafrodites apareix com un ideal enmig de l'àmbit dels ritus. El paper de la màscara de hiena tacada en els seus rituals sovint serveix per convertir el neòfit en un ésser de moral completa, per mitjà de la integració dels seus principis masculins i femenins. El poble Beng creu que quan troben una hiena morta recentment amb l'anus invertit, cal posar-lo al seu lloc, per por de ser fulminat amb el riure perpetu. També consideren els seus excrements com a contaminació i evacuen el poble si una hiena fa les seves necessitats dins dels seus límits. Els caçadors Kujamaat tradicionalment tracten les hienes tacades que maten amb el respecte degut als ancians humans, per evitar represàlies per part dels esperits malèvols que puguin actuar en nom de l'animal mort. En la tradició massai, i la d'altres tribus, els cadàvers són deixats a la intempèrie per alimentar les hienes tacades. Un cadàver rebutjat per les hienes és vist com una cosa negativa, susceptible de provocar vergonya social; per això no és estrany que cobreixin els cossos amb greix i sang de bous sacrificats.
La vocalització de la hiena tacada, similar al riure histèric humà, ha estat al·ludida en nombroses obres de literatura: riure com una hiena era un refrany comú, i apareix a The Cobbler's Prophecy (1594) de Robert Wilson, a La duquessa d'Amalfi (1623) de John Webster, i a la comèdia de Shakespeare Al vostre gust, Act IV. Sc.1.

### Atacs sobre humans
Les hienes tacades són generalment tímides prop dels humans i normalment fugen a una distància de 300 metres quan detecten humans apropant-se. Encara que les hienes tacades han fet presa d'humans en els temps moderns, aquests incidents són rars. No obstant això, segons el SGDRN (Sociedade para a Gestão e Desenvolvimento da Reserva do Niassa Moçambique), els atacs de hienes tacades sobre humans és probable que siguin denunciats. Es coneix que les hienes han atacat els humans a la prehistòria, donat que s'han trobat cabells humans en excrements fossilitzats de hiena datats entre fa 195.000 i 257.000 anys. Segons el Dr. Hans Kruuk, les hienes tacades que devoren humans tendeixen a ser espècimens molt grans: una parella de hienes que en van devorar, responsables de la mort de 27 persones l'any 1962 a Mlanje, Malawi, van pesar 72 i 77 quilos un cop abatudes. El 1903, Hector Duff va escriure sobre com les hienes tacades del districte de Mzimba a Angoniland esperaven fora de les cabanes a la matinada i atacaven les persones quan aquestes obrien les portes. Segons el llibre A Book of Man-Eaters de R.G. Burton, les hienes tacades entren al campaments humans sense amoïnar-se pels focs de campament. Les victimes de hiena tacada acostumen a ser dones, nens i malalts o homes dèbils. Theodore Roosevelt va escriure sobre com a Uganda, entre 1908 i 1909, les hienes tacades mataven regularment les víctimes de tripanosomosi africana mentre dormien fora dels campaments. Quan ataquen persones dormint, generalment els mosseguen al rostre i tracten d'arrossegar-les lluny d'altres humans. Els Kikuyu de Kenya tenen més por a les hienes tacades que a les hienes ratllades. Les hienes tacades són molt temudes a Malawi, on se sap que ataquen ocasionalment les persones de nit, especialment durant l'estació càlida, quan les persones dormen a l'aire lliure. S'han registrat molts atacs de hiena a la plana de Phalombe a Malawi, al nord del mont Michesi. El 1956 es van registrar cinc morts, cinc més l'any 1957 i sis el 1958. Aquest patró va seguir fins al 1961, any en què moriren vuit persones. Els atacs van tenir lloc generalment al setembre, quan les persones dormien a l'aire lliure, i els incendis de matolls havien complicat la caça d'animals a les hienes. Un informe de l'any 2004 del Fons Mundial per la Natura sobre notícies anecdòtiques, indica que 35 persones moriren a Moçambic a mans de hienes tacades en un període de 12 mesos, al llarg d'un tram de 20 quilòmetres de carretera prop de la frontera amb Tanzània. Les actituds vers els atacs de hiena tacada és que tendeixen a ser silenciats, en comparació amb les reaccions recollides en les zones on les hienes ratllades han atacat a persones.

### Depredació de ramats
El grau d'impacte de les hienes tacades sobre els ramats varia segons la regió: al districte Laikipia de Kenya, l'impacte és petit en comparació a l'impacte que han produït lleons, lleopards o guepards. No obstant això, el total de pèrdues a Tanzània el 2003 ascendia a 12.846 dòlars, dels quals la hiena tacada era responsable en un 98,2%. En una enquesta duta a terme l'any 2007 a Tanzània, a set poblats propers al Serengeti, les hienes tacades van resultar ser responsables del 97,7% de les pèrdues de ramats a causa de predadors. A la regió dels Massais, al nord de Tanzània, la hiena tacada ataca sovint petits ramats (cabres, ovelles i vedells) i gossos, i ho fa generalment de nit, la qual cosa fa que els seus atacs siguin més difícils d'impedir que els dels lleons, els quals ataquen generalment a la llum del dia.

### La hiena tacada com a mascota

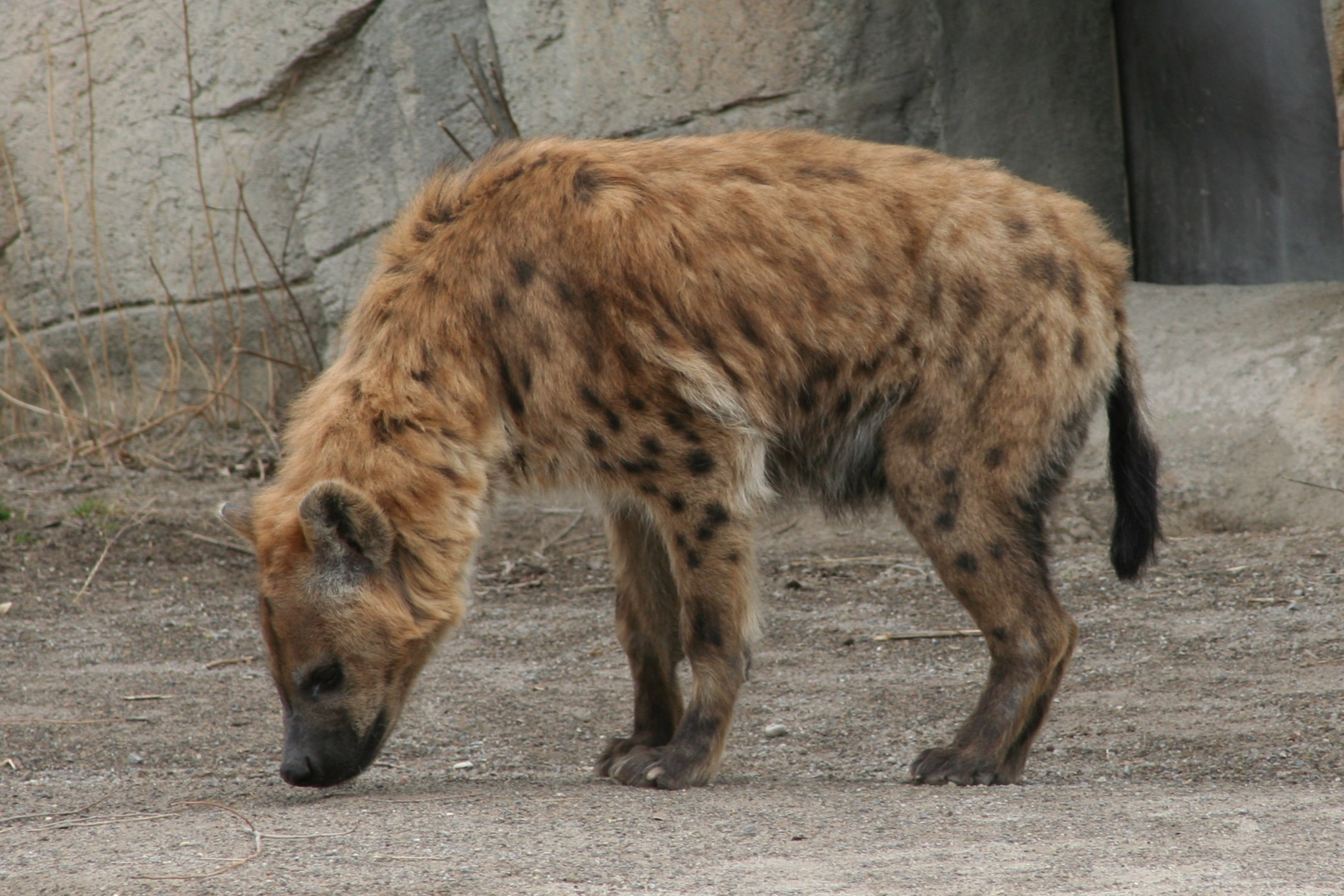
Hiena tacada al Zoo de Buffalo

Les hienes tacades van estar presents ocasionalment a les cases de feres dels Faraons. Sir John Barrow, en la seva obra An Account of Travels Into the Interior of Southern Africa, va descriure com les hienes tacades eren entrenades en la caça a Sneeuberge, dient que eren tan fidels i diligents com qualsevol dels gossos domèstics comuns. A Tanzània, els sangoma (xamans africans), de vegades, prenen cadells de hiena tacada dels seus caus, per tal d'augmentar el seu estatus. Un article de la BBC d'abril del 2004, explicava com un pastor que vivia en un petit poblat de Qabri Bayah, a uns 50 quilòmetres de la ciutat de Jigjiga, a l'est d'Etiòpia, feia servir mascles de hiena tacada com a gossos guardins dels seus ramats, suprimint el seu desig de marxar i trobar parella alimentant-los amb unes herbes especials.
Si no es crien amb membres adults de la seva espècie, en captivitat exhibeixen comportaments de marcatge per mitjà de l'aroma molt més tard que els espècimens salvatges. Poden ser molt destructives: un espècimen perfectament domesticat, en captivitat a la Torre de Londres, va aconseguir esquinçar un tauler clavat de 2,4 metres de llarg, clavat al terra del seu recinte recentment reparat, sense esforç aparent.
Des del punt de vista de la cria, les hienes són fàcils de mantenir, ja que no presenten gaires problemes causats per malalties i poden arribar a viure, en captivitat, entre 15 i 20 anys.

## Estat de conservació
La hiena tacada és considerada per la Unió Internacional per a la Conservació de la Natura (UICN) en risc mínim d'extinció a Botswana, Etiòpia, Guinea Bissau, Kenya, Namíbia, Sud-àfrica, Tanzània i Zimbàbue. Es troben en situació d'espècie amenaçada a Benín, Burundi (on es creu que està a la vora de l'extinció), Camerun, Mali, Mauritània, el Níger, Nigèria, Ruanda i Sierra Leone. Està extinta a Algèria i Lesotho. Es troba amb dades insuficients a Angola, Burkina Faso, República Centreafricana, el Txad, República del Congo, Costa d'Ivori, República Democràtica del Congo, Djibouti, Eritrea, Guinea Equatorial, Ghana, Guinea, Malawi, Moçambic, el Senegal, Somàlia, el Sudan, Eswatini, Togo, Uganda i Zàmbia.